# Dongshan (Zhangzhou)

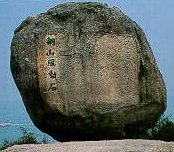
Dongshan

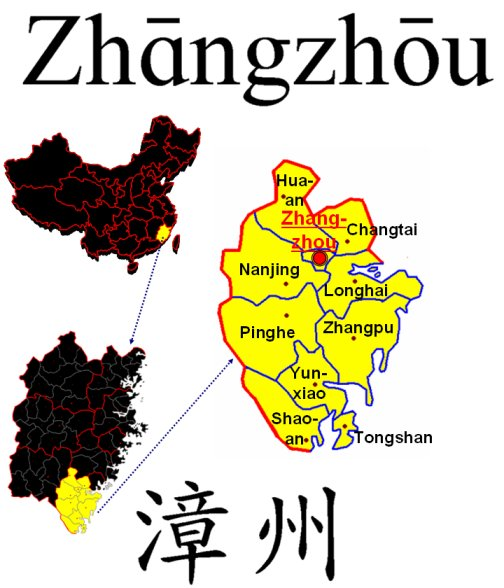
Kreise der bezirksfreien Stadt Zhangzhou

Dongshan (chinesisch 东山县, Pinyin Dōngshān Xiàn) ist ein Kreis und gleichzeitig eine Inselgruppe, die aus der Hauptinsel Dongshan Dao (东山岛) und 44 Nebeninseln besteht. Der Kreis Dongshan ist Teil der bezirksfreien Stadt Zhangzhou im Südosten der chinesischen Provinz Fujian. Er wurde 1993 als Tourismuszone mit Vorzugsbedingungen für ausländische Investitionen eingerichtet und gehört neben Xiamen und Xiasha zu den bekanntesten Seebädern der Provinz.
Dongshan hat eine Fläche von 432 km² und 219.511 Einwohner (Stand: Zensus 2020). Sitz der Kreisregierung ist die Großgemeinde Xipu (西埔镇). Der Kreis setzt sich insgesamt aus sieben Großgemeinden zusammen.